# 施泰讷罗特
施泰讷罗特是德国莱茵兰-普法尔茨州的一个市镇。总面积2.53平方公里，总人口600人，其中男性300人，女性300人（2011年12月31日），人口密度237人/平方公里。